# La Voz de Jerez
La Voz de Jerez fue un periódico español editado en Jerez de la Frontera entre 2004 y 2012.

## Historia
Fundado en 2004, en 2005 fue adquirido por el grupo Vocento —que ya poseía en esta provincia el diario La Voz de Cádiz—. El periódico mantendría una fuerte competencia con el Diario de Jerez, del grupo Joly. Sin embargo, nunca llegó a tener una gran audiencia. Dejó de editarse en marzo de 2012, víctima de los problemas económicos.